# Seseli hispidum
Seseli hispidum är en flockblommig växtart som beskrevs av Wilibald Swibert Joseph Gottlieb von Besser. Seseli hispidum ingår i släktet säfferötter, och familjen flockblommiga växter. Inga underarter finns listade i Catalogue of Life.